# Leif Olav Moen

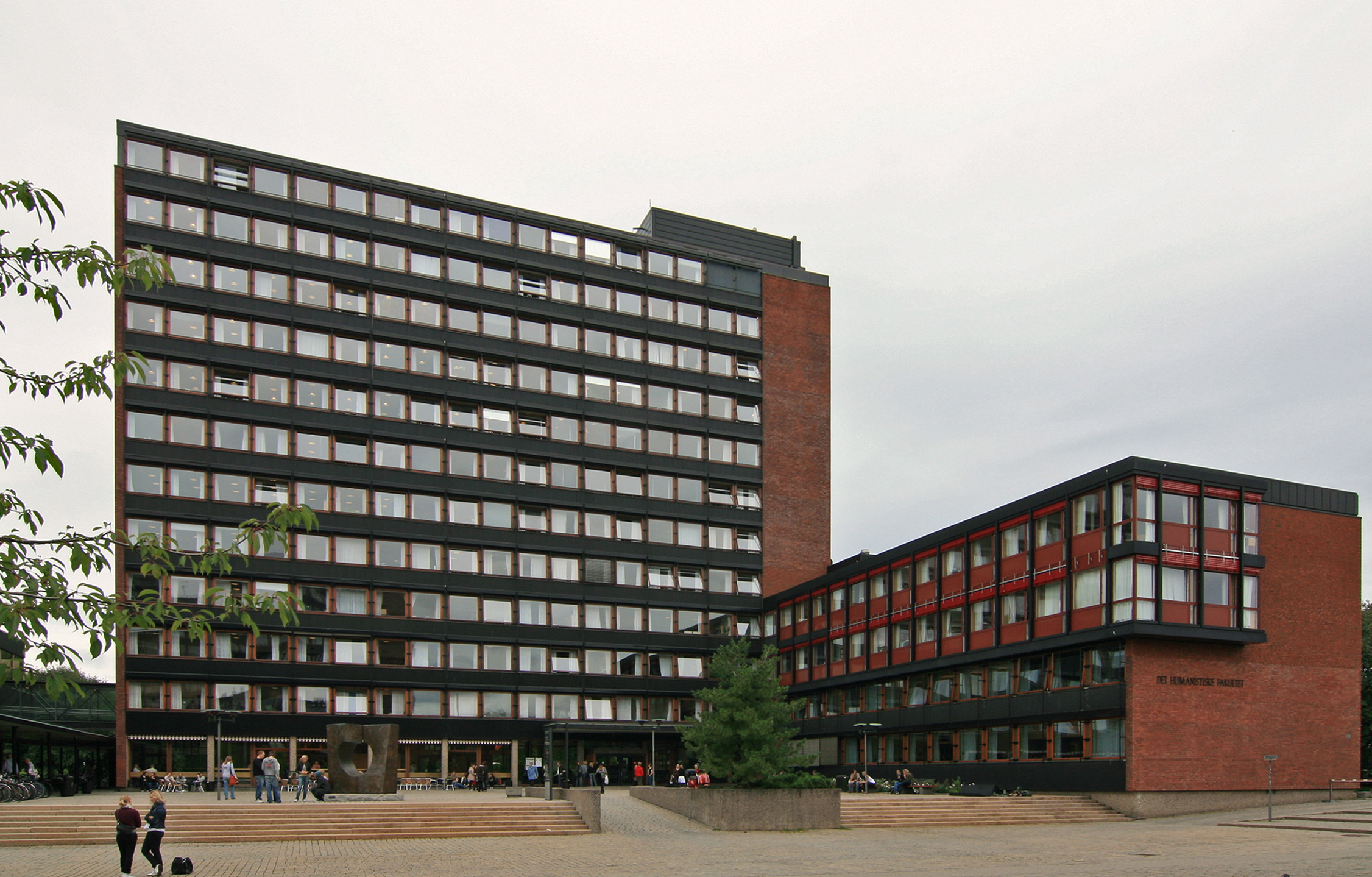
Universitetshus på Blindern från 1962.

Leif Olav Moen, född 8 maj 1928 i Oslo, död där 1 juli 1986, var en norsk arkitekt och professor vid Norges tekniske høgskole (NTH). Moen är speciellt känd som arkitekt bakom många universitetsbyggnader i Norge och andra länder.

## Verksamhet som arkitekt
Moen avslutade sin utbildning till arkitekt vid NTH 1952 och tillbringade de kommande åren med att arbeta på olika nordiska arkitektkontor. Han arbetade hos Knut Gimberg och Kai Englund i Helsingfors 1951-53, hos Vilhelm Lauritzen i Köpenhamn 1953-55 och hos Lennart Tham i Stockholm 1955-57.Under tiden hos Tham i Stockholm ritade de tillsammans Klarabergsgatan 37.
Moen blev speciellt känd som arkitekt bakom många universitetsbyggnader, bland hans huvudverk finns anläggningarna för Oslos universitet på Blindern. Den Historisk-filosofisk fakultet uppfördes 1960-63 och blev Moens första stora egna uppdrag och han fick god kritik för den moderna, och funktionella arkitekturen.  Han ritade också Matematikkbygningen (1965–66), Samfunnsvitenskapelig fakultet (1966–68) och Universitetets barnehage (1967–70).
Bland senare verk finns Physical Sciences Complex vid University of Kenya (1972-73), Voldsdalen kirke (1973) och Tromsø universitetsbibliotek från (1980). De ursprungliga ritningarna för Voldsdalens kyrka gjorde Moen 1959, med tydliga drag av Le Corbusiers arkitektur. I modifierat skick uppfördes kyrkan 1973, bland annat ersattes det planerade spetsiga betongtaket (som skulle skapas med två betongväggar som reste sig mot varandra) med trä och kyrkan målades röd.

## Bilder

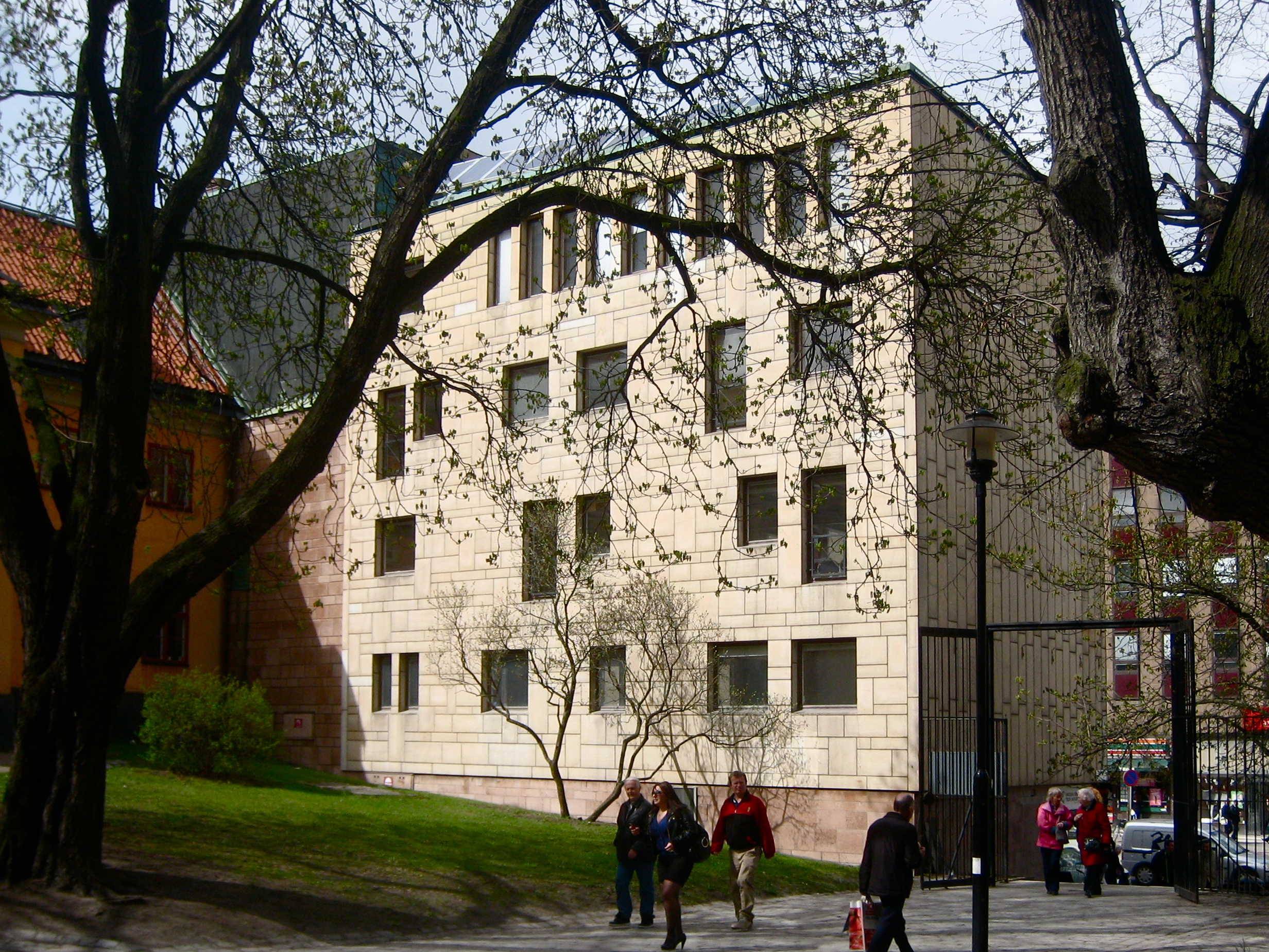
Klarabergsgatan 37 från 1959.
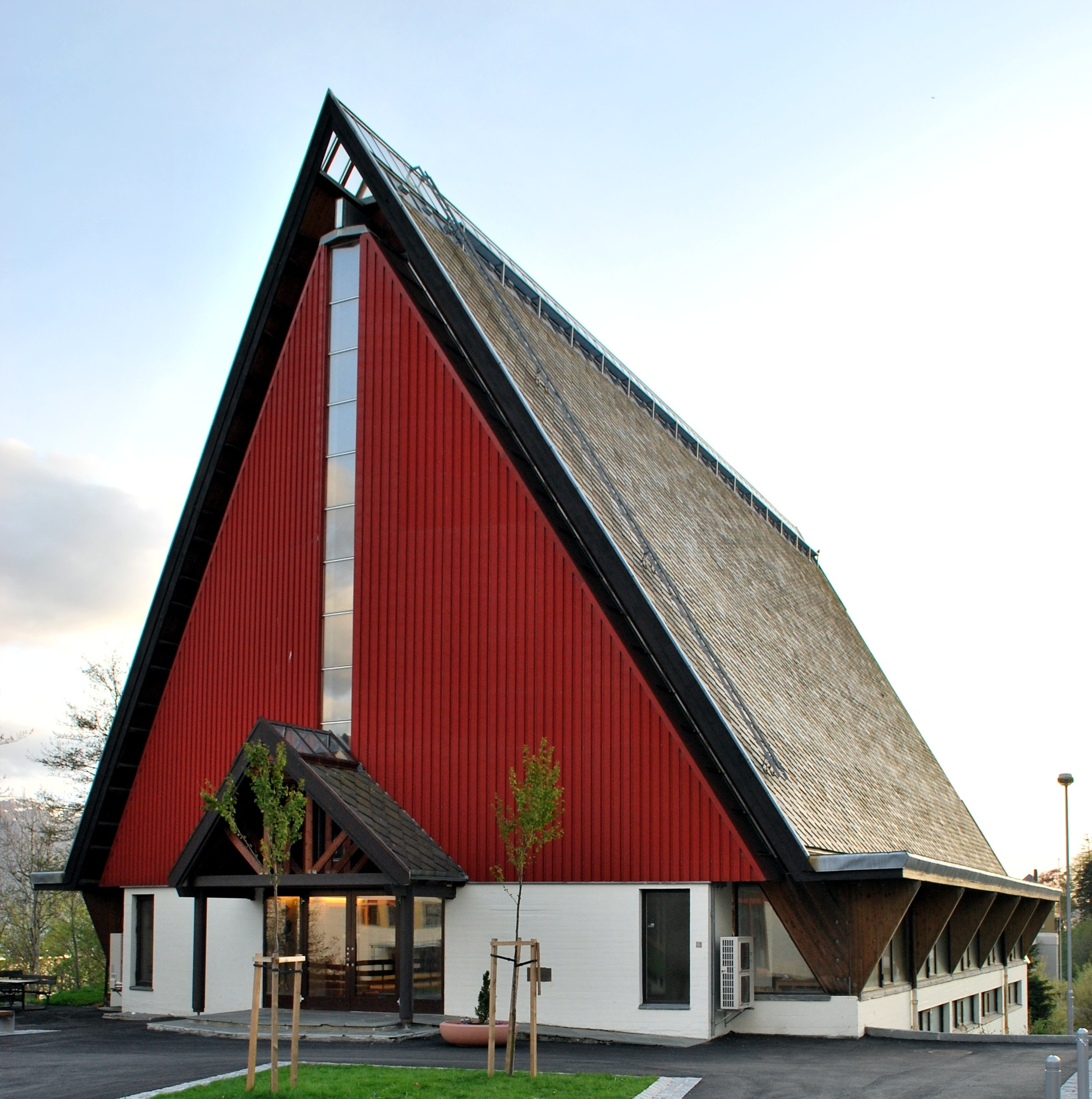
Voldsdalen kirke som stod färdig 1973
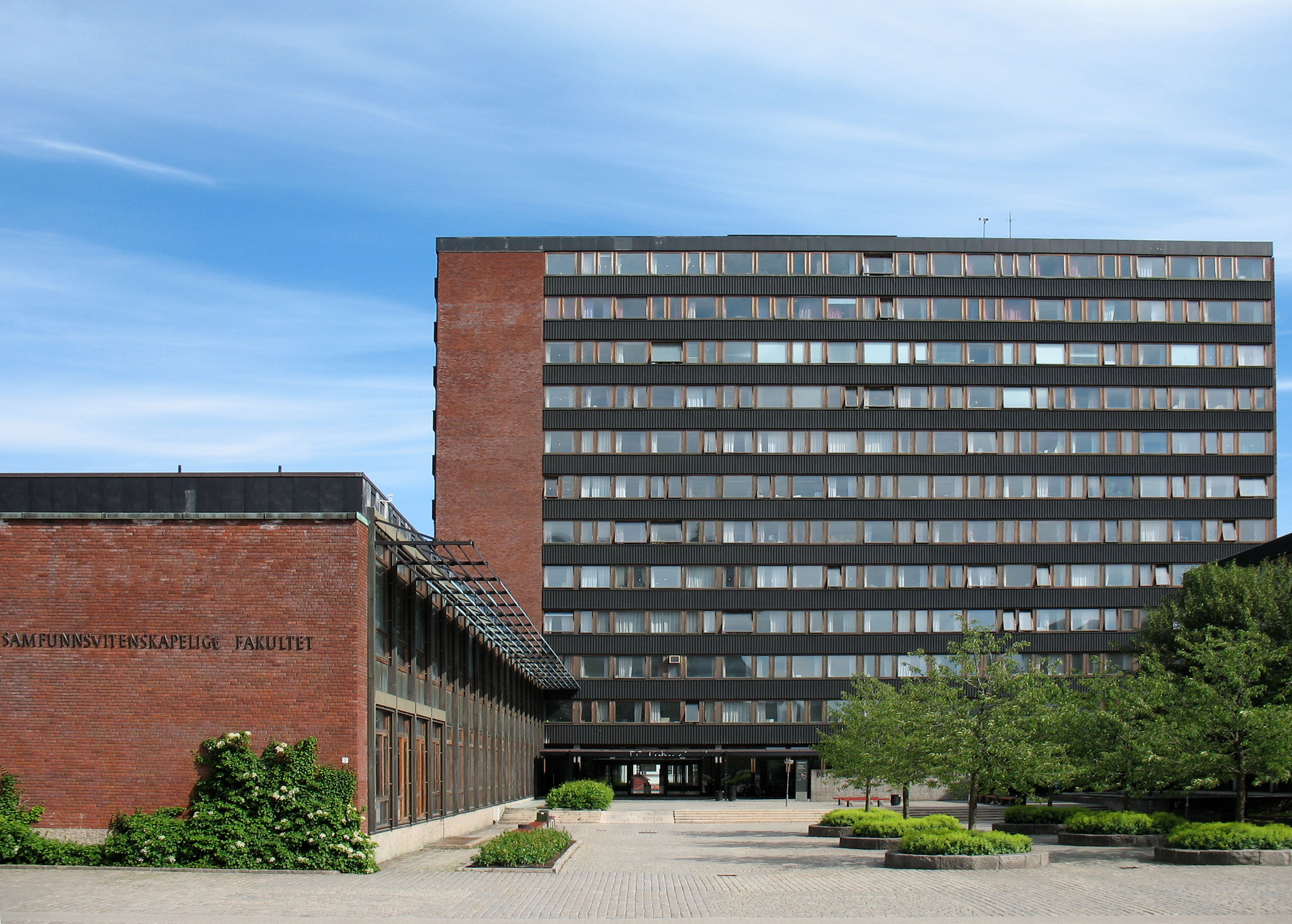
Samfunnsvitenskapelig fakultet på Blindern uppförd 1966-68